# مشا اوبا
مشا اوبا (به لاتین: Meshaoba) یک منطقه مسکونی در جمهوری آذربایجان است که در شهرستان بالاکن واقع شده است.